# Angewandte Pharmazie
Die Angewandte Pharmazie oder Industriepharmazie ist ein  Teilgebiet der Pharmazie, welches Forschung und Lehre auf wissenschaftlicher Grundlage mit anwendungsorientiertem Schwerpunkt betreibt. Ziel der Angewandten Pharmazie ist es, den Einsatz wissenschaftlicher Methoden in der Praxis zu fördern und die Fähigkeit zu vermitteln, in einem industriellen Prozess der Arzneimittelforschung und Herstellung pharmazeutisches Wissen zielgerichtet einbringen zu können.
Ihr wesentliches Kennzeichen ist, dass pharmazeutische Methoden und Technologien nicht im Rahmen der Grundlagenforschung erforscht und entwickelt werden, sondern konkret mit dem Ziel der Entwicklung oder Herstellung (Galenik) eines medizinischen oder pharmazeutischen Produktes (Arzneimittel) eingesetzt werden (Angewandte Forschung und Entwicklung). Daher erfolgt die Entwicklung in einem Spannungsfeld gesetzgeberischer Anforderungen, Qualität des Produktes, Vorgaben des Marketings und vor allem dem Nutzen des Patienten.
Die Wissensgebiete der Angewandten Pharmazie umfassen mathematisch-naturwissenschaftliche Grundlagenfächer und klassische pharmazeutische Fächer wie z. B. Pharmakologie und Toxikologie. Dieser Fächerkanon wird durch relevante Fächer für die pharmazeutische Industrie ergänzt, Beispiele sind: Regulatory affairs (Arzneimittelzulassung, Summe aller gesetzgeberisch geforderten Aktivitäten, die in der Entwicklung und für die Zulassung eines Arzneimittels notwendig sind), GMP (Good Manufacturing Practice), ICH-Guidelines (International Council for Harmonisation of Technical Requirements for Pharmaceuticals for Human Use), Statistische Versuchsplanung, Verfahrenstechnik, Pharmakokinetik, moderne analytische Methoden zur Arzneimittelprüfung, gentechnisch hergestellte Arzneimittel, pharmazeutische Nanotechnologie, moderne Darreichungsformen und Patentrecht.
Die Angewandte Pharmazie vereinigt somit klassische pharmazeutische Methoden mit modernen pharmazeutischen Technologien und Verfahren. Sie ist in diesem Sinne daher keine pharmazeutische Teildisziplin, sondern ein eigenständiger Studiengang, der eine Vielzahl von Wissensgebieten innerhalb der Pharmazie umfasst und interdisziplinäres Denken erfordert.
Das Studium der Angewandten Pharmazie dient der Ausbildung von Industriepharmazeuten.